# Johannes Kahra
Johannes Kahra (né le 18 juillet 1990 à Cottbus) est un coureur cycliste allemand.

## Palmarès sur piste

### Championnats d'Europe
- Pruszkow 2008
  -  Médaillé de bronze de la poursuite par équipes juniors
- Saint-Pétersbourg 2010
  -  Médaillé d'argent de la poursuite par équipes espoirs

### Championnats nationaux
- 2008
  -  Champion d'Allemagne de poursuite par équipes juniors (avec Nikias Arndt, Franz Schiewer et Michel Koch)
- 2009
  -  Champion d'Allemagne de poursuite par équipes (avec Robert Bartko, Roger Kluge et Stefan Schäfer)
- 2010
  -  Champion d'Allemagne de poursuite par équipes (avec Robert Bartko,  Stefan Schäfer et Henning Bommel)

## Palmarès sur route
- 2008
  - 2e du championnat d'Allemagne du contre-la-montre junior
- 2010
  - 2e du Tour de Berlin